# Jewish Telegraphic Agency
La Jewish Telegraphic Agency ('agència telegràfica jueva', abreujat JTA) és una agència de notícies internacional que proveeix de notícies els diaris i mitjans jueus de tot el món (uns 70 clients segons el seu lloc web).
La JTA és filial de 70 Faces Media, una empresa jueva de comunicació. Entre els altres llocs web pertanyents a 70 Faces Media hi ha Kveller, Alma i Nosher.

## Missió
La JTA és una organització sense ànim de lucre governada per un consell d'administració independent. Declara no tenir adhesió a cap branca específica del judaisme ni a ideologies polítiques. "Respectem les moltes organitzacions que defensen els jueus i Israel allà fora, però la JTA té una altra missió diferent: proporcionar als lectors i als clients informació equilibrada i fiable", va escriure Ami Eden, redactor en cap i conseller executiu de la JTA i editor, i va posar com a exemple la cobertura de l'atac a la Flotilla de Gaza.

## Història
La JTA la va fundar Jacob Landau a la Haia el 6 de febrer del 1917 amb el nom de Jewish Correspondence Bureau i amb el mandat de recollir i disseminar les notícies que afectaven les comunitats jueves de tot el món, sobretot dels fronts de guerra europeus. El 1919 es va traslladar a Londres ja amb el nom actual.
El 1922 la JTA va traslladar la seu central a Nova York. Al 1925 ja tenia més de 400 diaris (jueus i generalistes) com a subscriptors. El seu servei telegràfic va millorar la qualitat i l'abast dels diaris jueus. Actualment, té corresponsals a Washington DC, Jerusalem, Moscou i 30 ciutats més a Nord-amèrica, Sud-amèrica, Israel, Europa, Àfrica i Austràlia. Està dedicada a cobrir amb objectivitat les notícies que interessen la comunitat jueva.
El 1940, la JTA va crear l'empresa Overseas News Agency (ONA), aparentment una agència de notícies normal però en realitat finançada en secret pel servei d'intel·ligència britànic MI6. ONA proporcionava passis de premsa als espies britànics i col·locava notícies falses als diaris estatunidencs.
El 2015 la JTA es va fusionar amb el lloc web MyJewishLearning (MJL) per a crear 70 Faces Media.